# Прича са западне стране (филм из 2021)
Прича са западне стране (енгл. West Side Story) је амерички мјузикл љубавно-драмски филм из 2021. године, редитеља и копродуцента Стивена Спилберга, по сценарију Тонија Кушнера, који је и један од извршних продуцената филма. Филм је друга дугометражна адаптација истоименог бродвејског мјузикла, који се слабо темељи на делу Вилијама Шекспира, Ромео и Јулија. Главне улоге играју Ансел Елгорт и Рејчел Зеглер (у свом филмском дебију), док споредне улоге играју Аријана Дебоз, Дејвид Алварез, Мајк Фејст, Брајан д’Арси Џејмс, Кори Стол и Џош Андрес Ривера. Рита Морено, која наступа у филму из 1961, игра споредну улогу и извршна је продуценткиња. Кореограф је Џастин Пек.
Филм је почео да развија 2014. од стране 20th Century Fox-а, а 2017. је Кушнер почео да пише сценарио У јануару 2018, ангажован је Спилберг, а кастинг је почео у септембру 2018. Снимање је почело у јулу 2019. и завршено два месеца касније. Снимао се у Њујорку и Њу Џерсију.
Филм је премијерно приказан 7. децембра 2021. године у Њујорку, а 20th Century Studios га је објавио 10. децембра 2021. године у биоскопима у Сједињеним Америчким Државама, након што је годину дана одложен због пандемије ковида 19.  га је објавио 9. децембра 2021. године у биоскопима у Србији. Добио је похвале за режију, сценарио, глуму, музичке нумере, кинематографију, продукцију и верност изворном материјалу, а неки критичари га сматрају супериорнијим у односу на филм из 1961. године
Филм је посвећен Спилберговом оцу Арнолду, који је умро 2020, године када је филм првобитно требало да буде објављен.

## Радња
Тинејџери Тони и Марија, упркос томе што су припадају ривалским уличним бандама, заљубљују се 1950-их у Њујорку.

## Улоге
| Глумац              | Улога            |
| ------------------- | ---------------- |
| Ансел Елгорт        | Тони             |
| Рејчел Зеглер       | Марија           |
| Аријана Дебоз       | Анита            |
| Дејвид Алварез      | Бернандо         |
| Мајк Фејст          | Риф              |
| Рита Морено         | Валентина        |
| Брајан д’Арси Џејмс | полицајац Крупке |
| Кори Стол           | поручник Шренк   |
| Џош Андрес Ривера   | Чино             |
| Ајрис Менас         | Енибодис         |
| Мајк Ајвесон        | Глед Хенд        |
| Џамила Веласкез     | Мече             |
| Анелиз Сеперо       | Прови            |
| Јасмин Алерс        | Лувија           |
| Џејми Харис         | Рори             |
| Кертис Кук          | Ејб              |